# Kalte Mürz
Kalte Mürz är ett vattendrag i Österrike. Det ligger i den östra delen av landet, 80 km sydväst om huvudstaden Wien.
I omgivningarna runt Kalte Mürz växer i huvudsak blandskog. Runt Kalte Mürz är det ganska glesbefolkat, med 48 invånare per kvadratkilometer.